# Bestuursprocesrecht
Het formele bestuursrecht oftewel bestuursprocesrecht is in Nederland dat deel van het bestuursrecht dat regelt op welke wijze besluiten van bestuursorganen tot stand dienen te komen, en hoe daartegen door (rechts)personen en andere bestuursorganen kan worden geageerd. De belangrijkste van die regels staan in de Algemene wet bestuursrecht, maar er zijn ook speciale wetten waarin aparte regels staan. Ook overheden zelf kunnen tegen beslissingen van elkaar bezwaar maken.

## Hoofdpersonen in het bestuursrecht
Bij besluiten van bestuursorganen zijn altijd belangen van burgers direct betrokken, soms ook die van overheden. Wie direct belanghebbende bij een besluit is, en het er niet mee eens is, kan doorgaans bezwaar maken tegen dat besluit.

## De procedure in het bestuursrecht in vogelvlucht
Een procedure in het bestuursprocesrecht kan als volgt worden beschreven. Voordat het bestuursorgaan overgaat tot het nemen van een besluit, zal er onderzoek moeten plaatsvinden. Dit is de voorbereidingsfase. In sommige gevallen is deze voorbereidingsfase een formele fase van het besluitvormingsproces (de uniforme openbare voorbereidingsprocedure).
Na onderzoek van het bestuursorgaan komt het besluit tot stand (het besluit in primo). Indien men het hiermee niet eens is staat in de regel ofwel bezwaar open, ofwel administratief beroep. Administratief beroep komt vooral voor bij Mulderfeiten, en is voor de rest een figuur die steeds zeldzamer wordt. Tegen besluiten die door middel van de uniforme openbare voorbereidingsprocedure zijn voorbereid moet direct beroep bij de rechter worden ingesteld. In de bezwaar- of administratief beroepsfase wordt overgegaan tot heroverweging van het bestreden besluit. Naar aanleiding van deze heroverweging wordt bekeken of het bezwaar of administratief beroep (deels) gegrond, dan wel ongegrond is. Dit wordt vastgesteld in een besluit. Is men het met dit besluit niet eens, dan kan daartegen beroep bij de rechter worden ingesteld.
De procedure bij de rechter eindigt met een uitspraak. In de meest gevallen staat tegen deze uitspraak hoger beroep open bij - afhankelijk van het soort besluit - de Afdeling Bestuursrechtspraak van de Raad van State, de Centrale Raad van Beroep of het College van Beroep voor het bedrijfsleven. In sommige gevallen kan geen hoger beroep worden ingesteld. Dit omdat ten aanzien van bepaalde besluiten slechts beroep kan worden ingesteld bij de hierboven gespecificeerde hoogste rechtscolleges. Zij spreken in die gevallen recht in eerste en enige aanleg.
Na de uitspraak van de (hogerberoeps)rechter is het geschil nog niet ten einde. Indien de rechter het beroep gegrond verklaart, volstaat hij in de meeste gevallen met een vernietiging van het bestreden besluit. Dit houdt in de meeste gevallen in dat het bestuursorgaan opnieuw tot heroverweging van het besluit in primo overgaat. Tegen de uitkomst van deze heroverweging kan weer beroep worden ingesteld.
Een belangrijk kenmerk van het bestuursprocesrecht is dat burgers geen advocaat nodig hebben om te kunnen procederen (dit in tegenstelling tot het burgerlijk procesrecht). De praktijk leert dat het zo ingewikkeld is, dat de burger toch vaak genoodzaakt is om een advocaat te nemen.
Ingaande 1 oktober 2011 zijn de bestuurssectoren van de rechtbanken overgegaan op NZB; Nieuwe ZaaksBehandeling. In die vorm van behandeling zal de rechter vaak ook kijken naar de niet juridische aspecten van het geschil. Hij zal proberen boven water te krijgen wat partijen nu wezenlijk verdeeld houdt. NZB heeft bij sommige rechtbanken mogelijk ook bijgedragen tot vertraging in de behandeling van beroepen, aangezien bij NZB de rechter per zaak meer tijd neemt.

### Bezwaar
Wie het niet eens is met een besluit, moet eerst bij het bestuursorgaan dat het besluit genomen heeft, aangeven dat hij het er niet mee eens is. De bezwaarmaker geeft in zijn bezwaarschrift de gronden aan van zijn bezwaar. Dit geeft het bestuursorgaan de kans om zijn besluit te heroverwegen.
Als het bestuursorgaan een bezwaarschrift ontvangt, neemt het een zogeheten besluit op bezwaar.

### Administratief beroep
In een beperkt aantal gevallen kan een burger een besluit waar hij het niet mee eens is, voorleggen aan een hoger bestuursorgaan. Dit is bijvoorbeeld het geval in vreemdelingenzaken bij sommige besluiten van andere bestuursorganen dan de minister (artikel 77 Vreemdelingenwet).
Bij Mulderfeiten wordt bezwaar of administratief beroep ingediend bij de officier van justitie. Het onderscheid tussen de twee is niet belangrijk, ze hebben respectievelijk betrekking op het geval dat de beschikking afkomstig was van hetzelfde of een lager orgaan.

### Beroep bij een bestuursrechter
Wie het nog steeds niet eens is met het besluit op bezwaar (of het besluit op administratief beroep), kan in beroep gaan bij een bestuursrechter. Voor de meeste zaken is dit de afdeling bestuursrecht van de rechtbank in het arrondissement waar hij woont.
Bij Mulderfeiten is dit anders, daar gaat men in beroep bij de kantonrechter.

### Uitspraak
De rechtbank beoordeelt de rechtmatigheid van een besluit. Het oordeel over de doelmatigheid moet aan de bestuursorganen blijven. Als het bestuursorgaan dus ten onrechte een besluit genomen heeft, dan moet de bestuursrechter dit besluit geheel of gedeeltelijk vernietigen (art. 8:72 Awb). Dit heeft vervelende consequenties, omdat vernietiging van besluit ook voor andere burgers, die niet bij het proces betrokken zijn geweest, gevolgen heeft. Prof. mr. Tak stelt dat de bestuursrechter beter alleen de gevolgen voor de klager van het besluit kan wegnemen.
Bijvoorbeeld: een boer heeft een kippenhok op de plek waar de overheid een nieuwe snelweg tussen Amsterdam en Rotterdam wil aanleggen. De overheid neemt een besluit dat de weg er komt en dat het kippenhok dus weg moet. De boer is het er niet mee eens, want hij wil een hogere schadevergoeding. Tegen de weg zelf heeft hij echter geen bezwaar. Als de boer nu gelijk krijgt van de bestuursrechter, dan komt er dus geen snelweg! De Awb dwingt de bestuursrechter immers tot vernietiging van het besluit.

## Hoger beroep bij een bestuursrechter
Eventueel kan de burger of het bestuursorgaan nog in hoger beroep.
Vreemd genoeg is in hoger beroep de verscheidenheid aan bestuursrechters veel groter:
- Afdeling bestuursrechtspraak van de Raad van State: voor alle zaken waarvoor onderstaande uitzonderingen niet van toepassing zijn, bijvoorbeeld milieu, ruimtelijke ordening en onderwijs
- Centrale Raad van Beroep: m.n. voor sociale zekerheidszaken en ambtenarenzaken
- College van Beroep voor het bedrijfsleven: voor economisch terrein, bijvoorbeeld conflicten over bepaalde besluiten van de Kamers van Koophandel.

## Voorlopige voorziening
Tijdens een bezwaar- of beroepschriftprocedure blijft het laatste besluit van kracht. Soms heeft dat onherstelbare schade tot gevolg. Om deze schade te voorkomen, kan iemand die bezwaar of beroep aantekent aan de voorzieningenrechter vragen om een voorlopige voorziening. Gaat het bijvoorbeeld om een sloopvergunning van een monument, dan kan het slopen gewoon doorgaan tijdens de bezwaar- en beroepsprocedure. Het heeft natuurlijk geen zin om nog te oordelen of het slopen wel mag, als het monument al afgebroken is.
Als de voorzieningenrechter het verzoek toewijst, betekent dat over het algemeen dat het besluit wordt opgeschort. Het besluit geldt dan tijdelijk niet, meestal totdat op het beroep is beslist of de rechter een definitieve uitspraak heeft gedaan.

## Kosten
Bij een civiele rechtszaak wordt de verliezer meestal ook veroordeeld tot het betalen van de juridische kosten van degene die in het gelijk gesteld is. In de bestuursrechtspraak hoeft de burger, als hij verliest geen juridische kosten aan de tegenpartij (de overheid) te vergoeden, tenzij de rechter vindt dat het overduidelijk was dat de burger ongelijk had, en hij tòch een proces is begonnen.